# José María Torrijos
Pour les articles homonymes, voir Torrijos.
José María Torrijos Uriarte, né à Madrid le 20 avril 1791 et mort à Malaga le 11 décembre 1831, est un général et homme politique espagnol.
D'idéologie libérale, il est connu pour sa participation à la guerre d'indépendance contre Napoléon et contre l'expédition menée par la France en 1823 pour restaurer l'absolutisme qui mit fin au Triennat libéral. Il fut fusillé sur ordre de Ferdinand VII après l'échec d'un pronunciamiento — dit « pronunciamiento de Torrijos (es) » — lancé contre ce dernier depuis les côtes malaguègnes lors de la Décennie abominable.